# Bukit Sakai
Bukit Sakai is een bestuurslaag in het regentschap Kampar van de provincie Riau, Indonesië. Bukit Sakai telt 1052 inwoners (volkstelling 2010).